# دئوگائون
دئوگائون (به انگلیسی: Deogaon) یک روستا در هند است که در شهرستان کندوجار واقع شده‌است. دئوگائون ۵۰ متر بالاتر از سطح دریا واقع شده‌است.